# 查尔斯·巴特利特
查尔斯·巴特利特（英語：Charles Bartlett，20世纪—），澳大利亚男子赛艇运动员。他曾代表澳大利亚参加世界赛艇锦标赛，获得二枚金牌，均来自男子轻量级四人单桨无舵手项目。